# 서범준
서범준(1997년 6월 27일 ~ )은 대한민국의 배우이다.

## 학력
- 2016년 ~ 서울예술대학교 연기과

### 드라마
- 2021년 JTBC 토요드라마 《알고있지만,》 - 진수 역
- 2022년 티빙 오리지널 시리즈 《내과 박원장》 (웹 드라마) - 차지훈 역
- 2022년 디즈니+ 오리지널 시리즈 《너와 나의 경찰수업》 (웹 드라마) - 교육단 1 역
- 2022년 KBS2 주말드라마 《현재는 아름다워》 - 이수재 역
- 2023년 웹드라마 《하이쿠키》 - 진우 역
- 2024년 KBS2 월화드라마 《멱살 한번 잡힙시다》 - 이바른 / 제우스 역
- 2024년 넷플릭스 금요드라마 《하이라키》 - 남주원 역
- 2024년 SBS 금토드라마 《열혈사제 Part Ⅱ》 - 채도우 역
- 2025년 KBS2 수목 미니시리즈 《남주의 첫날밤을 가져버렸다》 ... 정수겸 역

#### 예능
- 2022년 SBS 《SBS 인기가요》 - 진행 (2022년 4월 3일 ~ 2023년 4월 2일)

### 영화
- 2020년 《이상없는 세계》
- 2020년 《더 큐어》
- 2020년 《미스터 보스》 - 말썽남 2 역
- 2021년 《이나의 카메라》
- 2021년 《완벽한 계란말이》
- 2024년 《대가족》 - 경래 역

## 수상 및 후보
| 연도 | 시상식                       | 부문                  | 작품                                | 결과 |
| ---- | ---------------------------- | --------------------- | ----------------------------------- | ---- |
| 2022 | 제7회 아시아 아티스트 어워즈 | 배우 부문 남자 신인상 |                                     | 수상 |
| 2022 | KBS 연기대상                 | 남자 신인상           | 현재는 아름다워                     | 후보 |
| 2024 | SBS 연기대상                 | 남자 신인연기상       | 열혈사제 Part Ⅱ                     | 수상 |
| 2024 | KBS 연기대상                 | 남자 신인상           | 멱살 한번 잡힙시다                  | 수상 |
| 2025 | 제1회 디 어워즈              | 디 어워즈 임팩트상    | 멱살 한번 잡힙시다, 열혈사제 시즌 2 | 수상 |